# Mikymauzoleum
Mikymauzoleum (1993) je čtvrté album Jaromíra Nohavici. V jeho tvorbě tvoří výrazný předěl. Dokázal jím, že folk a písničkářství má co říct i po sametové revoluci a že se vyléčil ze závislosti na alkoholu. Kromě toho, že je Nohavica autorem všech písní (kromě hudby v písni Mikymauz, kterou složil s Karlem Plíhalem, a v písni Dolní Lhota, kterou složil s Josefem Streichlem) na albu pouze zpívá. Doprovod nahrál Karel Plíhal a několik hostů (Petr Rímský, Jaromír Pospíšil, Roman Najdekr a Petr Fučík), album se nahrávalo v Plíhalově studiu v Olomouci. Autorem grafické podoby bookletu je Michal Cihlář, na titulní fotce Jindřicha Štreita je několik hasičů, jednoho z nich možná hraje Karel Kryl, jiného Mirek Topolánek. Album je uvozeno mottem, parafrází na výrok Edgara Allana Poea: "Není to depresivní deska. Průměrný pesimista si na ní trochu toho optimismu najde."

## Seznam písní
1. Never more /3:41
2. Margita /3:02
3. Mikymauz /3:37
4. Muzeum /2:55
5. Gaudeamus igitur /3:41
6. Na zídce staré kašny /3:03
7. Sudvěj /4:43
8. Svatební /2:43
9. Hrdina nebo dezertér /3:05
10. Dolní Lhota /1:49
11. Peklo a ráj /2:31
12. Sudičky /1:56
13. Dál se háže kamením /3:50
14. Vlaštovko leť /1:34

## Nahráli
- Jaromír Nohavica – zpěv (1–14)
- Karel Plíhal – strunné a klávesové nástroje (1–14), aranžmá
- Petr Rímský – akustická kytara (6)
- Jaromír Pospíšil – akustická kytara (2)
- Roman Najdekr – hoboj (8)
- Petr Fučík – klarinet (11)

## Ocenění
- "album roku" v anketě měsíčníku Folk & Country
- V anketě časopisu Rock a pop o „desku desek deváté dekády“ se album v novinářské anketě umístilo na sedmém, v čtenářské pak na osmém místě.

## Reedice
Album vyšlo v reedici v roce 1998 v rámci 3× Jarek Nohavica a v roce 2007 v podobném Boxu 4 CD.